# (100664) 1997 WZ35
(100664) 1997 WZ35 es un asteroide perteneciente al cinturón de asteroides descubierto el 29 de noviembre de 1997 por el equipo del Lincoln Near-Earth Asteroid Research desde el Laboratorio Lincoln, Socorro, Nuevo México, Estados Unidos.

## Designación y nombre
Designado provisionalmente como 1997 WZ35.

## Características orbitales
1997 WZ35 está situado a una distancia media del Sol de 2,647 ua, pudiendo alejarse hasta 3,125 ua y acercarse hasta 2,168 ua. Su excentricidad es 0,180 y la inclinación orbital 6,481 grados. Emplea 1573,17 días en completar una órbita alrededor del Sol.

## Características físicas
La magnitud absoluta de 1997 WZ35 es 15,1. 